# 西村聡美
西村 聡美（にしむら さとみ、1981年2月14日 - ）は、日本の元女子プロボクサー。福岡県北九州市出身。元PABA女子ライトフライ級王者。現役時代は夫の西村浩明が会長を務める折尾ボクシングジムに所属していた。2人の娘がいる。

## 来歴
2008年11月24日、デビュー戦を判定勝利。
デビュー6連勝の後、2014年3月11日に後楽園ホールで花形冴美とのOPBF女子東洋太平洋ミニフライ級王座決定戦に臨むが、5回TKOで初黒星。
再起を果たした後、2014年10月25日、千曲市戸倉体育館にて宮尾綾香が持つWBA女子世界ライトミニマム級王座に挑むが、10回1分58秒KOで初の世界挑戦は失敗に終わった。
2015年5月24日、後のWBO女子世界アトム級王者岩川美花に判定で勝利し再起成功。
12月13日、タイ・バンコクに乗り込み、ナムパヤー・サックプラチャーとのPABA女子ライトフライ級王座決定戦に挑み、判定で初タイトル獲得。
2016年8月13日、草加市文化会館ホールにて小関桃の王座返上に伴い空位となったWBA女子世界ライトミニマム級王座決定戦で古川夢乃歌と対戦も、3回1分59秒TKOで敗れまたしても世界王座を逃す。この試合後に引退。

## 戦績
- プロ：12戦9勝1KO3敗

## 獲得タイトル
- PABA女子ライトフライ級王座